# Curtiss XP-10
Curtiss XP-10 là một loại máy bay tiêm kích hai tầng cánh thử nghiệm của Hoa Kỳ, dự định trang bị cho Quân đoàn Không quân Lục quân Hoa Kỳ.

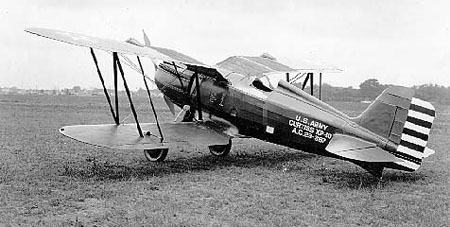

## Quốc gia sử dụng
Hoa Kỳ
- Quân đoàn Không quân Lục quân Hoa Kỳ

## Tính năng kỹ chiến thuật
Dữ liệu lấy từ U.S.Fighters, Lloyd Jones, Aero Publishers 1975, Fighters of the United States Air Force.
Đặc điểm tổng quát
- Kíp lái: 1
- Chiều dài: 24 ft 6 in (7,47m)
- Sải cánh: 33 ft (10,06 m)
- Chiều cao: 10 ft 10 in (3,30 m)
- Diện tích cánh: 238 ft² (21,1 m²)
- Trọng lượng rỗng: 2.900 lb (1.315 kg)
- Trọng lượng cất cánh tối đa: 3.400 lb (1.542 kg)
- Động cơ: 1 × V-1570 Conqueror, 600 hp (448 kW)

 Hiệu suất bay 
- Vận tốc cực đại: 150 knot (173 mph, 279 km/h)
- Vận tốc hành trình: 113 knot (130 mph, 209 km/h)
- Tầm bay: 195 mi (170 NM, 314 km)
- Trần bay: 19.610 ft (5.977 m)
- Vận tốc lên cao: 1.940 ft/phút (9,86 m/s)